# Ignatius Kutu Acheampong
Ignatius Kutu Acheampong (prononcé : /əˈtʃæm'pɒŋ/, ə-cham-pong), né le 23 décembre 1931 et mort le 16 juin 1979 à Accra, est un militaire ghanéen, chef d'État du Ghana du 13 janvier 1972 au 5 juillet 1978. 

## Jeunesse
Acheampong est né le 23 décembre 1931 à Kumasi de parents catholiques d'origine ashanti. Il a étudié dans l'école catholique romaine de Trabuom, ville de la région Ashanti puis à l'école St Peter, également catholique, à Kumasi. Il a ensuite fréquenté le Central College of Commerce d'Agona Swedru pour y obtenir un diplôme en commerce. 
À la suite de ses études, il travaille entre 1945 et 1951 en tant que sténographe dans une scierie à Kumasi, enseigne dans sa ville natale et est vice-président du Central College Commerce d'Agona Swedru, son ancienne école. 

## Carrière militaire
En 1951, Acheampong est enrôlé dans l'armée coloniale en tant que soldat. Il part s'entraîner à Aldershot au Royaume-Uni, et est rattaché à un bataillon servant en Allemagne. À son retour au Ghana, il est nommé sous-lieutenant et gravit les échelons militaires par la suite au sein des forces armées ghanéennes, pays alors indépendant depuis 1957. Il devient commandant des 5e et 6e bataillons du contingent ghanéen de la Force de maintien de la paix des Nations unies à l'occasion de l'Opération des Nations unies au Congo (1960-1964).
De 1966 à 1971, il préside le Comité d'administration de la région occidentale du Ghana, puis entre 1971 et 1972, il est le commandant de la première brigade d'infanterie, se rapprochant des personnalités politiques civils à cette époque.

## Chef d'État du Ghana

### Coup d'état du 13 janvier 1972
Le 13 janvier 1972, il renverse dans un coup d'État sans effusion de sang le président Edward Akufo-Addo et gouvernement de Kofi Abrefa Busia, premier ministre de l'époque qui avait provoqué le mécontentement de la population après la décision de dévaluer de 44 % le cédi, monnaie du Ghana. Il se proclama alors président du Conseil national de rédemption, transformé en Conseil militaire suprême le 9 octobre 1975, devenant le chef d'État du Ghana et instaurant une junte militaire. 

### Politique
Acheampong prônait un redressement économique du pays, refusant de payer certaines dettes extérieures. Il lança l'opération Feed Yourself, visant à ce que le Ghana soit autosuffisant en matière alimentaire ou encore l'opération Keep Right, faisant passer le Ghana du système de mesure impérial au système métrique et modifiant le sens de circulation des voitures de la gauche vers la droite. Il était considéré comme un sympathisant du premier président du Ghana, Kwame Nkrumah, faisant rapatrier en 1972 la dépouille de ce dernier depuis la Guinée.  
Cependant le Ghana n'a pas réussi à devenir autonome, et la corruption, la contrebande, l'inflation et les pénuries alimentaires ont maintenu le pays dans la crise. Les difficultés économiques ont conduit à un fort mécontentement populaire, réprimé par Acheampong, qui a pris des mesures sévères ont été prises contre les grévistes et le mouvement syndical,. 
Le chef d'État fut alors contraint à proposer un gouvernement d'union dans lequel le pouvoir serait partagé entre civils, politiciens et militaires. De violentes manifestations étudiantes éclatent en janvier 1977 dans le pays, les universités ghanéennes sont fermées. La proposition d'« UNIGOV » fut soumise à un référendum en 1978. La population se prononça à 60,11 % en faveur du gouvernement d'union, et 39,89 % s'y opposèrent. Cependant le résultat de ce scrutin fut contesté, et le chaos continue de régner dans le pays avec des affrontements entre les partisans des différentes propositions,.

### Renversement
L'impopularité d'Achampeong atteint un tel niveau qu'il fut renversé par ses propres collègues militaires au sein du Conseil militaire suprême le 5 juillet 1978 et fut remplacé par le général Fred Akuffo. Il fut par la suite détenu dans une résidence surveillée à Trabuom, sa ville d'origine située en région Ashanti, jusqu'à l'arrivée au pouvoir des Forces armées révolutionnaires du général Jerry Rawlings par un coup d'État le 4 juin 1979. 

## Décès
Le Conseil révolutionnaire des forces armées lança un nettoyage contre la corruption et organisa ainsi l'exécution par arme à feu d'Achampeong le 16 juin 1979, 10 jours avant l'exécution de Fred Akuffo, d'Akwasi Afrifa et de cinq autres officiers supérieurs ghanéens.

## Vie privée
Acheampong était marié à Faustina Acheampong. Il est le grand-père du joueur de football américain Charlie Peprah. 